# Felicjan Konstanty Szaniawski
Felicjan Konstanty Szaniawski (Posteniecz, 24 novembre 1668 – Lipowiec, 2 luglio 1732) è stato un vescovo cattolico polacco.

## Biografia
Sostenitore di Augusto il Forte, nel 1709 lo spinse ad annullare la sua rinuncia alla corona. Fu vescovo di Cuiavia dal 1706 al 1720 e poi di Cracovia.

## Genealogia episcopale e successione apostolica
La genealogia episcopale è:
- Cardinale Scipione Rebiba
- Cardinale Giulio Antonio Santori
- Cardinale Girolamo Bernerio, O.P.
- Vescovo Claudio Rangoni
- Arcivescovo Wawrzyniec Gembicki
- Arcivescovo Jan Wężyk
- Vescovo Piotr Gembicki
- Vescovo Jan Gembicki
- Vescovo Bonawentura Madaliński
- Vescovo Jan Małachowski
- Arcivescovo Stanisław Szembek
- Vescovo Felicjan Konstanty Szaniawski

La successione apostolica è:
- Vescovo Andrzej Stanisław Załuski (1724)
- Vescovo Michał Delamars (1725)